# الصندوق الأسود (مسلسل سوري)
الصندوق الأسود مسلسل سوري اجتماعي عرض في شهر رمضان المبارك عدد حلقاته 30 حلقة.

## القصة
تتناول أحداث المسلسل قصة عائلة سورية تقليدية تعيش في بيت دمشقي قديم، تهيمن عليه الأم التي تتمتع بشخصية قوية تؤثر في مسار حياة أبنائها. يعرض العمل العلاقات المعقدة داخل الأسرة، مركّزًا على الصراعات النفسية والاجتماعية التي يواجهها الأبناء نتيجة الضغوط العائلية والتقاليد الاجتماعية. يتناول المسلسل موضوعات مثل السلطة داخل الأسرة، الكتمان، وتأثير الماضي على الحاضر، ويعتمد في بنائه الدرامي على تعدد الشخصيات وتنوع خلفياتها وتجاربها، ما يتيح معالجة جوانب متعددة من الحياة الأسرية في المجتمع المحلي.

## أبطال العمل

### الممثلين
| - منى واصف - بسام كوسا - ديمة قندلفت - رامي حنا - شكران مرتجي - جلال شموط - ضحى الدبس - مرح جبر - زهير عبد الكريم - أحمد الأحمد - تولين البكري | - ميسون أسعد - يامن حجلي - عروة كلثوم - رغداء شعراني - نجلاء الخمري - هنوف خربطلي - علاء الزعبي - أريج خضور - فاتنة ليلى - فوزي بشارة - زينة ظروف | - نسيمة ضاهر - غادة بشور - محمد قنوع - سليم صبري - رنا جمول - وفاء موصللي - عبدالحكيم قطيفان - محمد الشيخ نجيب - جمال العلي - عدنان أبو الشامات | - رفيق السبيعي - نوار يوسف - جيدا الخالدي - أحمد عبدالباري - محمد الجراح - فؤاد وكيل - بسام دكاك - جيرار آغا - عفران خضور - مؤيد رومية |

| - سيف شيخ نجيب (مخرج ) - إسماعيل ديركي. (مخرج منفذ) - كاترين عوض (سكريبت ومساعد مخرج) - رانيا البيطار - مازن السعدي - أغيد صيداوي | - جوزيف ثابت (تصفيف الشعر) - مادلين شلفون (ماكياج) - رامز تكريتي (مصمم غرافيكس) - فادي خنشت (الأعداد الموسيقي والصوتي) - رعد خلف (التأليف والتوزيع الموسيقي) - محمد حسن جديني (المتابعة المالية ) - سامي يوسف قرموشة (الإدارة المالية) - بشر المزين (المعتمد المالي) | - سوسن هلال - طه الزعبي - عدنان عرنوس - سارة فتاحي - رامز تكريتي - أيهم جمعة - أدهم أبو عسلي |